# Lisandro López (labdarúgó, 1989)
Lisandro Ezequiel López (Villa Constitución, 1989. szeptember 1. –) argentin válogatott labdarúgó.

## Pályafutása

### Klubcsapatokban
A Chacarita Juniors csapatánál nevelkedett, majd itt lett profi játékos és 2010 júliusából innen igazolta le az Arsenal Sarandí. 2013. július 10-én 5 éves szerződést írt alá a portugál SL Benfica csapatával és kölcsönbe került a Getafe CF együtteséhez. 2014. október 5-én az FC Aroucaellen mutatkozott be a portugál klubban.
2018. január 15-én az olasz Internazionale kölcsönvette a szezon hátralevő részére és vásárlási opciót is szerzett López végleges megvásárlására. Augusztus 5-én kölcsönbe került a szintén olasz Genoa együtteséhez, 2019. június 30-ig. 2019 januárjában megszüntették a kölcsönszerződést.  Ugyanebben a hónapban kölcsön távozott a Boca Juniors csapatához az év végéig. November 1-jén a portugál klub bejelentette, hogy eladták az argentin klubnak véglegesen.
2022 januárjában a mexikói Club Tijuana csapatába igazolt. 2023. július 6-án a szaúdi el-Halídzs szerződtette. 2024. augusztus 27-én aláírt a spanyol másodosztályban szereplő Burgos csapatához, majd a következő év január 6-án távozott. Ezt köveőten 2025. december 31-ig aláírt a paraguay-i Club Olimpia csapatához. Június 27-én hivatalosan bejelentették, hogy távozik.

### A válogatottban
2011. március 16-án mutatkozott be az argentin labdarúgó-válogatottban a venezuelai labdarúgó-válogatott elleni barátságos mérkőzésen.

## Statisztika
2014. március 6-i állapot szerint.
| Nemzet    | Évek     | Pályára lépések | Gólok |
| --------- | -------- | --------------- | ----- |
| Argentína | 2011     | 2               | 0     |
| Argentína | 2012     | 2               | 0     |
| Argentína | 2013     | 0               | 0     |
| Argentína | 2014     | 0               | 0     |
| Összesen  | Összesen | 4               | 0     |

## Sikerei, díjai
- Arsenal Sarandí
  - Argentin bajnok: 2012 Clausura
  - Supercopa Argentina: 2012
- Benfica
  - Portugál bajnok: 2014–15, 2015–16, 2016–17
  - Portugál kupa: 2016–17
  - Portugál ligakupa: 2014–15, 2015–16
  - Portugál szuperkupa: 2014, 2016
- Boca Juniors
  - Argentin bajnok: 2019–20
  - Copa Argentina: 2019–20
  - Supercopa Argentina: 2018
  - Copa Diego Armando Maradona: 2020

## További Információk
- Lisandro López adatlapja a Soccerway oldalon (angolul)
- Lisandro Ezequiel López adatlapja a Transfermarkt honlapján (angolul)